# الوكالة الوطنية للبترول والغاز الطبيعي والوقود الحيوي (البرازيل)
الوكالة الوطنية للبترول والغاز الطبيعي والوقود الحيوي (بالبرتغالية: Agência Nacional do Petróleo, Gás Natural e Biocombustíveis) هي وكالة حكومية اتحادية في البرازيل مرتبطة بوزارة المناجم والطاقة مسؤولة عن تنظيم قطاع النفط.